# Parandra punctata
Parandra punctata är en skalbaggsart som beskrevs av White 1853. Parandra punctata ingår i släktet Parandra och familjen långhorningar.
Artens utbredningsområde är:
- Panama.
- Venezuela.

Inga underarter finns listade i Catalogue of Life.